# Constituição Francesa de 1875

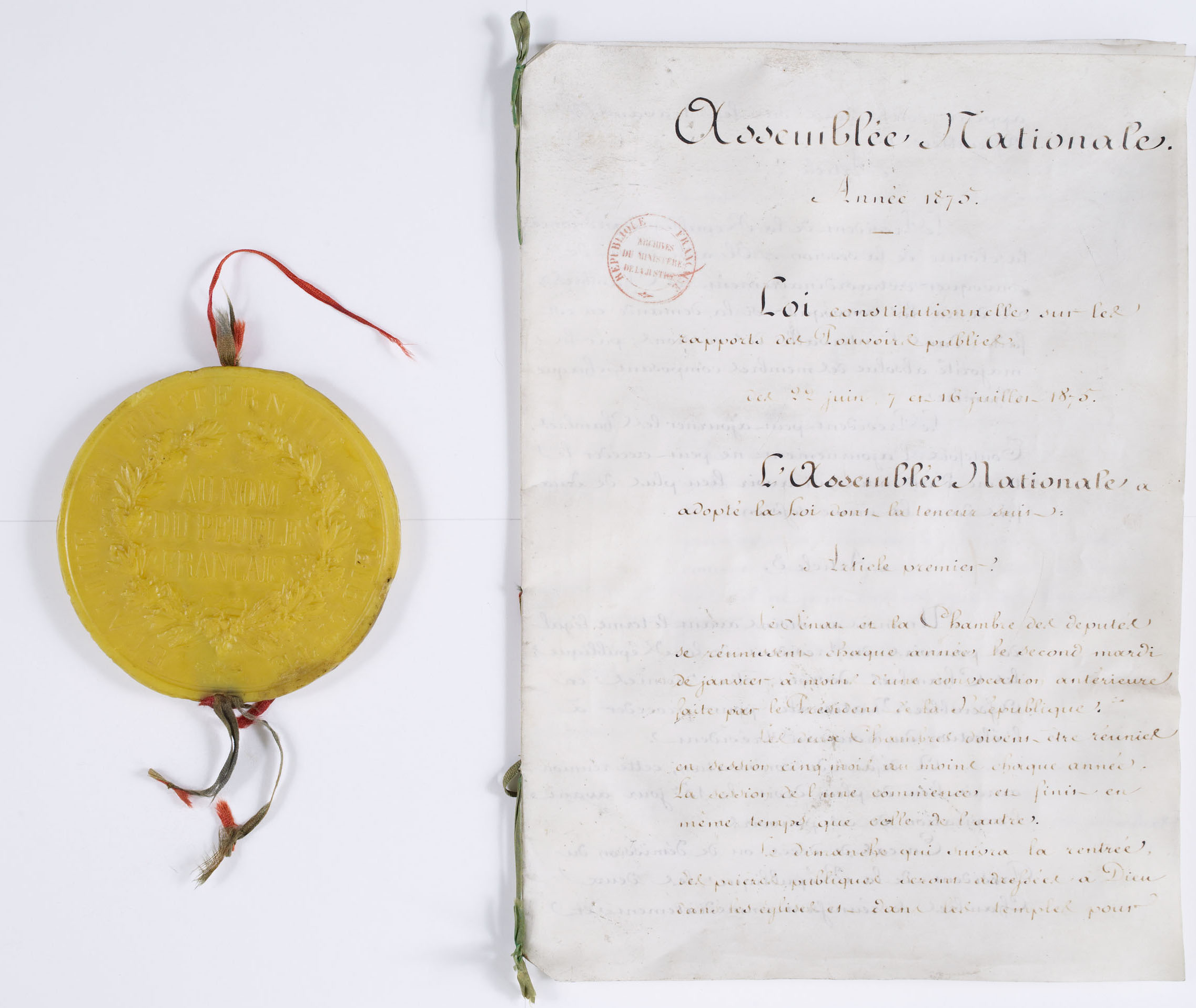
Original da Lei de 16 de julho de 1875.

A Constituição Francesa de 1875, ou simplesmente as Leis Constitucionais de 1875, foi o conjunto de leis que estabeleceu a Terceira República Francesa. Foram aprovadas pela Assembleia Nacional entre fevereiro e julho de 1875.

## Contexto
Após a derrota da França na Guerra Franco-Prussiana e a queda de Napoleão III, um governo provisório foi estabelecido. Em um primeiro momento, cogitou-se restaurar a monarquia, porém, após disputas a respeito de quem deveria assumir o trono francês, proclamou-se uma república. A nova constituição, dessa forma, foi um documento de compromisso, estabelecendo o primeiro regime duradouro na França desde a Revolução Francesa de 1789. Devido aos transtornos da guerra e à eclosão da Comuna de Paris, as novas leis constitucionais foram redigidas em Versalhes.
Foi abolida em 1940, após a ocupação alemã da França durante a Segunda Guerra Mundial.

## Princípios
No total, três leis constitucionais organizaram o novo regime republicano:
- Lei de 24 de fevereiro de 1875: Sobre a organização do Senado;
- Lei de 25 de fevereiro de 1875: Sobre a organização de autoridades públicas;
- Lei de 16 de julho de 1875: Sobre as relações entre os poderes públicos.

Essas três leis foram ligeiramente modificadas posteriormente. Foi a primeira e a última vez que um regime republicano na França não foi organizado por uma verdadeira constituição, embora seja costume chamar tais leis, por simplificação, de "Constituição de 1875".
A Constituição de 1875 foi a primeira a misturar a forma republicana de governo com mecanismos de monarquia parlamentar, inspirada pelo orleanismo da Constituição Francesa de 1830, dando origem, assim, ao parlamentarismo republicano.